# Billingshausen (Bovenden)
Billingshausen is een dorp in de Duitse gemeente Bovenden in de deelstaat Nedersaksen. Het is een samensmelting van twee kernen, Oberbillingenhausen en Unterbillinghausen. De laatste hoorde tot 1973 als zelfstandige gemeente bij het Landkreis Northeim. In 1973 werden de dorpen samen deel van de uitgebreide gemeente Bovenden.
Billinghausen wordt voor het eerst vermeld in een oorkonde uit 970 van het klooster Corvey. De kerk in Oberbillinghausen is gebouwd in 1739.